# White Highway
White Highway – polski zespół wykonujący muzykę z pogranicza hard rocka i glam metalu. Powstał w 2013 roku w Warszawie. 

## Historia
Zespół zawiązał się na gruzach wykonującej muzykę z pogranicza metalu symfonicznego oraz gothic metalu grupy „Aurora Aeris”, którą w 2012 roku tworzyli Piotr „Dudi” Dudkowski (gitara), Mirek Skorupski (klawisze), Paweł „Polish Paul” Gromadzki (gitara), Marcin „Draken” Nieznański (gitara basowa) oraz Andrzej Dela (perkusja). W wyniku rozstania z dotychczasową wokalistką, skład rozpoczął poszukiwania nowej frontmanki/frontmana. Wkrótce na ogłoszenie członków Aurory odpowiedziała Kasia Bieńkowska, która ówcześnie występowała w funk rockowych grupach „MySquare” oraz „Vagoon”. Po dołączeniu Kasi do składu „Aurora Aeris” zmieniła nazwę na „White Highway”. Zmianie uległ również prezentowany przez grupę styl muzyczny – w nowym składzie zespół zwrócił się ku hard rockowi w duchu lat 80. Pomysłodawcą nowej nazwy był Dudkowski, który zaczerpnął ją z tytułu utworu grupy Saraya, pochodzącego z płyty When the Blackbird Sings z 1991 roku.
W powyższym składzie zespół występował przez nieco ponad pół roku. Po zagraniu kilkunastu koncertów i wydaniu zawierającego 6 utworów dema zatytułowanego Here I Am z grupy odszedł Nieznański. Przez dwa miesiące stanowisko basisty piastował charyzmatyczny Paweł Woliński, jednak White Highway zagrało z nim tylko 2 koncerty (na jednym z nich, 8 marca 2014 roku na deskach Okęckiej Sali Widowiskowej w Warszawie zespół dzielił scenę m.in. z zespołem Jary Oddział Zamknięty, Natalią Niemen oraz Kubą Sienkiewiczem), by wkrótce rozstać się z powodu różnic artystycznych. W kwietniu 2014 roku nowym basistą został Tomek „Malin” Kopyt, który udzielał się w grupie aż do czerwca 2015 roku. W tym czasie zespół zagrał kilkadziesiąt mniejszych i większych koncertów w całej Polsce oraz wziął udział w przeglądzie „Life on Stage” (gdzie doszedł do ćwierćfinału), a także w organizowanej przez stołeczny klub „Progresja” imprezie „Otwarte Wtorki z NuPlays” (gdzie doszedł do finału). Podczas ostatniego z wymienionych występów zespół zarejestrował materiał video, którego fragmenty zostały wykorzystane w zrealizowanym wkrótce teledysku do utworu You Get Stuck In Me (premiera 7 września). W 2014 roku zespół wydał również singel Mr.Freaky, do którego również powstał klip, tym razem zawierający ujęcia ze studia nagraniowego.
W czerwcu 2015 roku z powodu wewnętrznych napięć zespół postanowił zawiesić działalność. Każdy z członków grupy poszedł swoją drogą – Bieńkowska z Gromadzkim udzielali się w pobocznym projekcie „Black Drink”, Skorupski w prog metalowym „Soundforged”, natomiast Dudkowski, Kopyt i Dela zawiązali grupę o nazwie „Skrzydlate Małpy”, która działa z powodzeniem do dziś w składzie z wokalistą Pawłem Kiljańskim, znanym z takich zespołów jak Hetman, Night Rider i Night Rider Symphony.
W grudniu 2015 roku po ponownym spotkaniu z okazji Świąt Bożego Narodzenia Bieńkowska, Gromadzki i Skorupski postanowili reaktywować grupę. Nowe wcielenie White Highway uzupełnili basista  Michał Dybus oraz perkusista Michał Jabłoński, wcześniej współtworzący rockowy zespół Novocaine. Grupa w nowym składzie wznowiła działalność koncertową już pod koniec stycznia 2016 roku na gali „RBS Music Awards”, występując przed ponad dwutysięczną publicznością oraz zajmując II miejsce w kategorii „Debiut Roku”. Zachęcony sukcesem i świetnym przyjęciem publiczności, zespół podjął decyzję o trwałej reaktywacji. W kwietniu 2016 roku zespół doszedł do ćwierćfinału przeglądu „Antyfest Antyradia” organizowanego przez Antyradio, znajdując się wśród 30 zespołów wyłonionych spośród ok. 800 zgłoszeń. Następnie grupa wydała dwa single – Lighthouse (premiera 3 marca) oraz Drinks Up! (premiera 25 maja).
28 maja 2016 roku zespół zorganizował I edycję festiwalu „Still Of The Night”, który według założenia miał zrzeszać młode zespoły wykonujące muzykę z pogranicza hard rocka i glam metalu inspirowanego latami 80. Wydarzenie odniosło sukces, ale skład zespołu ponownie zaczął się rozpadać. W czerwcu 2016 po niemal półrocznej współpracy zespół rozstał się z Jabłońskim, po raz kolejny w historii grupy z powodu różnic personalnych. W lipcu 2016 nowym perkusistą grupy został Paweł Zbrzeźniak, który występował z zespołem aż do maja 2017 roku. W tym czasie zespół nakręcił teledysk do singla Lighthouse (premiera klipu 22 listopada), wziął udział w przeglądzie „Stage 4U na UW”, gdzie doszedł do półfinału i wykonał cover utworu Aleja Gwiazd z repertuaru Zdzisławy Sośnickiej, który miał swoją premierę 19 marca 2017 roku w serwisie YouTube na kanale uniwerekTV.
W kwietniu 2017 roku Bieńkowska, Gromadzki i Skorupski zostali zaproszeni przez grupę Scream Maker do oficjalnego zespołu wykonującego covery utworów Ronniego Jamesa Dio w ramach tzw. „Memoriału DIO” i pojechali w ogólnopolską trasę koncertową obejmującą 7 polskich miast. Podczas koncertów członkowie White Highway dzielili scenę m.in. z Tomaszem Struszczykiem, wokalistą grupy Turbo. Po tym cyklu koncertów zespół opublikował singel Freedom (nagrany jeszcze z Jabłońskim w składzie), a następnie rozstał się ze Zbrzeźniakiem. Powodem były bardzo rozbieżne gusta muzyczne, które wpływały na proces tworzenia nowego materiału. Kolejnym perkusistą grupy został młody Adam Bartnicki (z zespołu Hades). 
W czerwcu 2017 z nowym bębniarzem na pokładzie White Highway nagrało kolejny klip, tym razem do piosenki City Lights zapowiadającej nadchodzący mini album o identycznym tytule. W tym samym miesiącu zespół wystąpił w audycji „Będzie Głośno” w Polskim Radiu Czwórka debiutując z programem akustycznym. W wakacje zespół skupił się na nagrywaniu piosenek z myślą o minialbumie City Lights oraz organizacji zapowiedzianej wcześniej drugiej edycji festiwalu „Still Of the Night”. Podczas festiwalu miała miejsce premiera EP-ki City Lights w wersji fizycznej. W wersji cyfrowej płyta miała swoją premierę 17 września 2017 roku. Wydawnictwo ukazało się własnym sumptem zespołu. City Lights zebrało świetne recenzje od takich portali jak – RockArea.eu , Magazyn „Fabryka Mocy”  czy Muzykoholicy. 
W listopadzie 2017 White Highway wystąpiło w klubie „Progresja” w Warszawie jako gość zespołów Chainsaw i Exlibris na trasie „DeTour”. Bezpośrednio po tym koncercie Bartnicki postanowił odejść z zespołu. Powodem była chęć skupienia się na nauce do egzaminu maturalnego. W grudniu po licznych przesłuchaniach do składu dołączył rosyjski perkusista Cyril Fedorov. W tym składzie zespół zarejestrował kolejny oficjalny klip do utworu Fight For Your Dreams z mini albumu City Lights. Klip ten został opublikowany 22 grudnia.
Rok 2018 White Highway rozpoczęło bardzo intensywnie. W styczniu grupa wyruszyła w ogólnopolską trasę promującą City Lights. Na początku roku grupa ponownie otrzymała propozycję wystąpienia na trasie „Memoriału Dio” oraz podjęła się pomocy w promocji przedsięwzięcia. Między licznymi koncertami i próbami grupa pracowała nad materiałem do albumu długogrającego. W kwietniu grupa pożegnała perkusistę Fedorova, z którym ostatni koncert zagrała w Lublinie w Klubie „Graffiti”. Po tym koncercie White Highway nawiązało współpracę z managerem Marcinem Puszką, reprezentującym grupę BVB Promotion. W maju grupa była skupiona na promocji „Memoriału Dio”. White Highway razem ze Scream Maker nagrało cover utworu Rock’n’Roll Children (premiera 29 kwietnia). Ogólnopolska trasa koncertowa objęła tym razem aż 9 miast.
W czerwcu White Highway podpisało kontrakt płytowy z wytwórnią Lynx Music i weszło do studia, aby nagrać album długogrający. Perkusję zarejestrował Grzegorz Bauer znany z zespołów Millenium i Another Pink Floyd. W międzyczasie trwały poszukiwania stałego perkusisty. W lipcu do zespołu dołączył Tomek Sobieszek ze Scream Makera. Z nim w składzie zespół kontynuuje prace nad albumem długogrającym. Jego premiera planowana jest na jesień 2018. We wrześniu grupa rusza w swoją pierwszą europejską trasę koncertową.

## Still Of The Night
Od 2016 roku zespół jest organizatorem cyklicznego festiwalu poświęconego muzyce hardrockowej o nazwie Still Of The Night. Nazwa pochodzi od tytułu utworu z repertuaru zespołu Whitesnake z albumu Whitesnake (1987), który grupa wykonuje na żywo na niektórych koncertach. Dotychczas odbyły się dwie edycje imprezy. Przy okazji drugiej edycji zmieniono formułę koncertu: zamiast oddzielnych koncertów zaproszonych grup White Highway zaprezentowało jeden spójny set wypełniony coverami takich zespołów jak Scorpions, Def Leppard, Mötley Crüe czy Dokken.

### Edycja I – 2016
(„Voodoo Club”, Warszawa, 28 maja)
- White Highway
- The Suits
- Backwater
- Livin Fire
- Hades
- Fix It

### Edycja II – 2017
(„Voodoo Club”, Warszawa, 9 września)
- White Highway

+ goście:
- Patryk Makać – gitara (SteelFire, Hades)
- Przemek Nalazek – perkusja (SteelFire, Scream Maker)
- Michał Wrona – gitara (Scream Maker)
- Kuba Kurek – gitara (Livin Fire)
- Mateusz „Matt Beav” Zadroga – bas (Lady Strange)
- Sebastian Kępka – gitara (Lady Strange)
- Krzysztof „Szopen” Olejniczak – gitara (The Suits)
- Tomasz Bała – gitara (Moyra)
- Jasiek Popławski – wokal (The Kroach, SteelFire)
- Maciej „Matt Iron” Bartnicki – wokal (Hades, SteelFire)
- Małgorzata Szkoda-Hreczuch – wokal (Moyra, ex-Mescalero)
- Alda Reï – wokal (Livin Fire)
- Iga „Frida Lola” Domańska – wokal (Lady Strange)
- Paweł Mitting – wokal (Backwater)
- Kuba Lotz – wokal (The Suits)
- GOŚĆ SPECJALNY: Michał Jelonek

## Muzycy

### Obecny skład zespołu
- Kasia Bieńkowska – wokal (2013 – 2015, od 2016)
- Paweł „Polish Paul” Gromadzki – gitara (2013 – 2015, od 2016)
- Piotr „Dudi” Dudkowski – gitara (2013 – 2015, od 2019)
- Mirek Skorupski – instr. klawiszowe (2013 – 2015, od 2016)
- Michał Dybus – gitara basowa (od 2016)
- Tomek Sobieszek – perkusja (od 2018)

### Byli członkowie
- Marcin „Draken” Nieznański – gitara basowa (2013 – 2014)
- Paweł Woliński – gitara basowa (2014)
- Tomek „Malin” Kopyt – gitara basowa (2014 – 2015)
- Andrzej Dela – perkusja (2013 – 2015)
- Michał Jabłoński – perkusja (2016)
- Paweł Zbrzeźniak – perkusja (2016 – 2017)
- Adam Bartnicki – perkusja (2017)
- Cyril Fedorov – perkusja (2017 – 2018)

### Muzycy sesyjni
- Grzegorz Bauer – perkusja (2018)

## Dyskografia

### Albumy
| Tytuł            | Dane dot. albumu                                           |
| ---------------- | ---------------------------------------------------------- |
| Hittin' The Road | - Data: 15 grudnia 2018 - Wydawca: Lynx Music - Format: CD |

### Minialbumy
| Tytuł       | Dane dot. albumu                                              |
| ----------- | ------------------------------------------------------------- |
| City Lights | - Data: 9 września 2017 - wydanie własne zespołu - Format: CD |

### Single
| Tytuł      | Dane dot. albumu                                           |
| ---------- | ---------------------------------------------------------- |
| Lighthouse | - Data: 3 marca 2016 - wydanie własne zespołu - Format: CD |

### Teledyski
| Data publikacji | Utwór                   | Reżyseria/Realizacja | Album       | Źródło |
| --------------- | ----------------------- | -------------------- | ----------- | ------ |
| 25 czerwca 2014 | „Mr. Freaky”            | -                    | -           | [ 6 ]  |
| 7 września 2014 | „You Get Stuck In Me”   | -                    | -           | [ 6 ]  |
| 11 marca 2016   | „Lighthouse”            | Jakub Gołębiowski    | Lighthouse  | [ 6 ]  |
| 17 lipca 2017   | „City Lights”           | Jack Harris          | City Lights | [ 6 ]  |
| 22 grudnia 2017 | „Fight For Your Dreams” | Kamil Dziwiszek      | City Lights | [ 6 ]  |